# Echium decaisnei
Espèce
Echium decaisnei  est une plante de la famille des Boraginaceae, endémique dans les îles Canaries.

## Étymologie
Le nom de l'espèce est dédié au botaniste belge Joseph Decaisne.

## Sous-espèces
- Echium decaisnei subsp. decaisnei Webb & Berthel.
- Echium decaisnei subsp. purpuriense Bramwell (1971) appelé aussi Echium famarae Lems & Holzapfel.

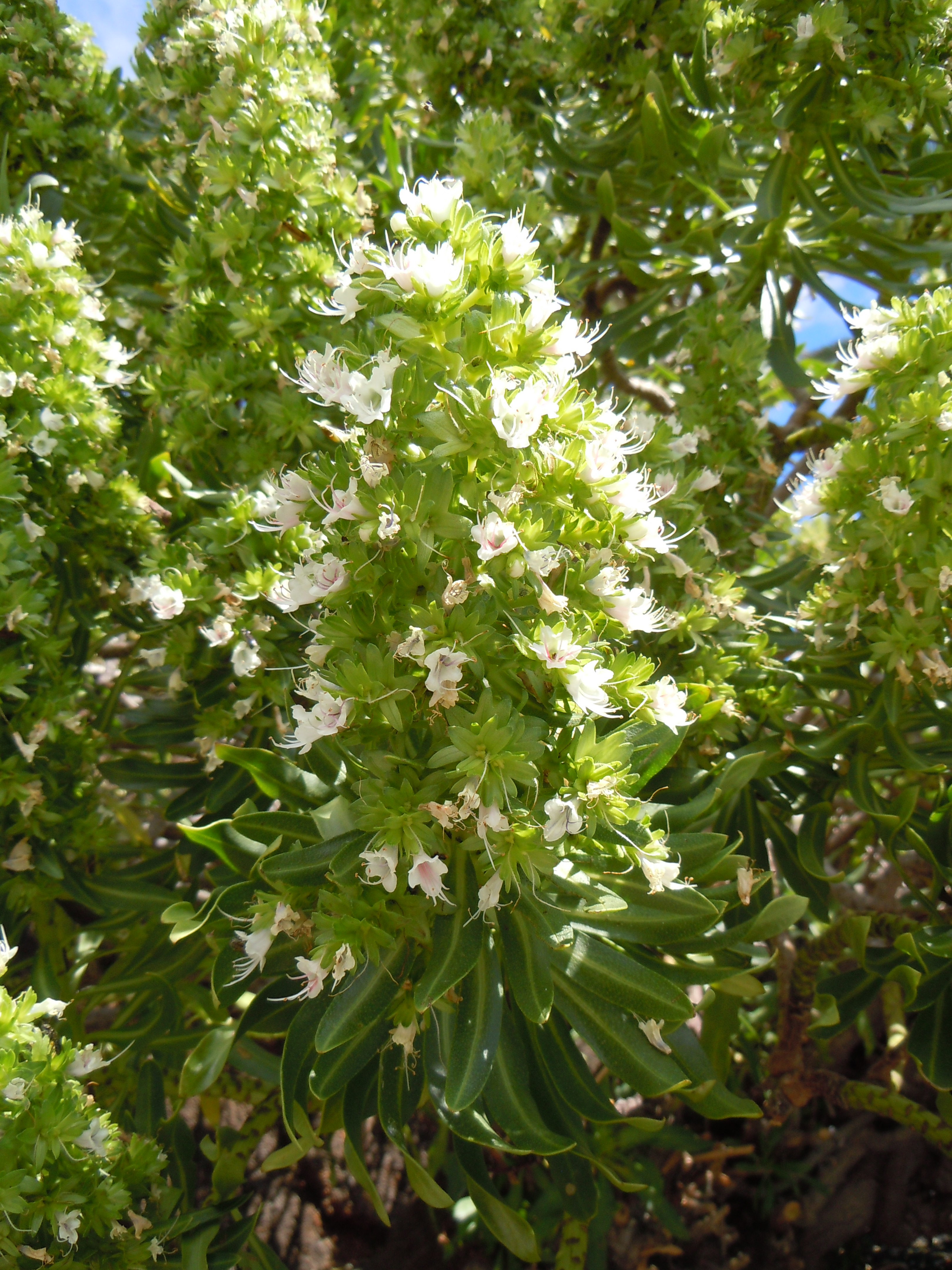
Sous-espèce purpuriense

.

## Description
C'est une plante buissonante, ligneuse, haute de presque 1 metre;
Les feuilles sont lancéolées, longues de 12 cm.

## Répartition
- La sous-espèce purpuriense (appelée aussi Echium famarae) est endémique à Lanzarote (Falaises de Famara) et Fuerteventura.
- La sous-espèce decaisnei est endémique à Grande Canarie[2].